# Deborah Levy
Deborah Levy, född 1959 i Johannesburg, är en brittisk författare.
Levy föddes i Sydafrika och flyttade med sin familj till Storbritannien 1968 efter att hennes far, som var medlem av ANC, frigetts från ett fängelsestraff. Levy har skrivit dramatik som satts upp av Royal Shakespeare Company, romaner, noveller, poesi och essäer. Romanen Swimming Home (2011) nominerades till Man Booker Prize.